# Oteckovia
Oteckovia – słowacki serial telewizyjny, emitowany od 2018 roku na antenie TV Markíza. Został stworzony na bazie argentyńskiego formatu Señores Papis.
Serial miał swoją premierę 1 stycznia 2018.

## Nagrody
- 2019: OTO serial roku 2018[3]